# 喬蒂·巴蘇
乔提兰德拉·巴苏（英语：Jyotirindra Basu；1914年7月8日—2010年1月17日），常用名喬蒂·巴蘇（Jyoti Basu），是印度马克思主义理论家和政治家，印度共产党（马克思主义）党员。1977年至2000年担任西孟加拉邦首席部长。1964年印共（马）成立至2008年，任印共（马）政治局委员。2008年至2010年去世，是印共（马）中央委员会的“永久受邀者”。